# Thomas Howard (16e comte de Suffolk)
Pour les articles homonymes, voir Thomas Howard.
Thomas Howard, 16e comte de Suffolk, 9e comte de Berkshire (18 août 1776 - 4 décembre 1851), vicomte Andover, baron Howard de Charleton, colonel de la milice du Wiltshire, est un pair et homme politique britannique.

## Biographie
Il est le deuxième mais l'aîné des fils survivants du général John Howard (15e comte de Suffolk), et de Julia, fille de John Gaskarth de Hutton Hall, Penrith, Cumberland. Il obtient le Titre de courtoisie de vicomte Andover à la mort de son frère aîné, Charles Nevinson, qui est tué accidentellement en 1800.

## Carrière politique
Il est député pour Arundel de 1802 à 1806. Il est nommé commandant en chef des volontaires de Malmesbury par commission du 15 décembre 1803. En 1820, il succède à son père dans les deux comtés unis de Suffolk et de Berkshire et entre la Chambre des lords. En politique, il est un whig libéral et il vote pour le projet de loi sur la réforme, à la suite d'un vote décisif du 14 avril 1832. Il n'est pas un protectionniste, mais un agriculteur distingué. Son apparence et son costume habituel sont ceux d'un fermier ordinaire.

## Famille
Il épouse Elizabeth Jane, fille de James Dutton (1er baron Sherborne) et Elizabeth Coke, en 1803. Elizabeth Jane est une double cousine germaine de Jane Elizabeth Coke, ancienne épouse de Charles Nevinson Howard, vicomte Andover, et donc nièce du réformateur agricole Thomas Coke (1er comte de Leicester) et son épouse Jane Dutton. Elle est décédée en avril 1836, à l'âge de 60 ans. Ils ont dix enfants:
- Elizabeth Howard (6 novembre 1803 - 20 juillet 1845), épouse son cousin germain James Dutton (3e baron Sherborne)
- Charles Howard (17e comte de Suffolk) (7 novembre 1804-14 août 1876)
- Henry Thomas Howard (16 novembre 1808 - 29 janvier 1851)
- Jane Elizabeth Howard (25 juillet 1809 - 28 juillet 1861), mariée à sir John Ogilvy (9e baronnet)
- John Howard (4 avril 1811 - 14 avril 1823) tué dans un accident de sport à la Charterhouse School, Surrey
- Richard Edward Howard (29 juillet 1812–27 février 1873), avocat
- James Kenneth Howard (5 mars 1814–7 janvier 1882)
- Mary Rose Howard (11 septembre 1815-22 mai 1874)
- Frances Margaret Howard (14 janvier 1817-11 novembre 1894)

Lord Suffolk survit à sa femme de 15 ans et est décédé en décembre 1851, à l'âge de 75 ans. Son fils aîné, Charles, lui succède.